# Háifoss
Háifoss (isl. "wysoki wodospad") – wodospad  w południowo-zachodniej Islandii. Jego prawie pionowy próg położony jest na rzece Fossá, jednym z dopływów rzeki Þjórsá, w pobliżu wulkanu Hekla,  Jest jednym z dwóch wodospadów, które utworzyły się na rozwidleniu tej rzeki - drugi, mniejszy pod względem przepływu wody, nazwany został Granni, czyli ""sąsiad". 
Jego całkowita wysokość wynosi 121 m, 122 m lub 128 m . Należy do najwyższych wodospadów Islandii. Z racji braku pełnego rozpoznania wodospadów na wyspie, uznaje się go za drugi, trzeci lub dziewiąty pod względem wysokości.
Dotrzeć do niego można po dłuższej wędrówce (5-6 godzin) z historycznej farmy Stöng przez jar Gjáin i dolinę rzeki Fossá. Ścieżka nie jest zawsze dobrze widoczna, czasem trzeba iść korytem rzeki. Ponad wodospadem znajduje się parking, można więc alternatywnie zaplanować wycieczkę w odwrotnym kierunku. Do wodospadów można dotrzeć również drogą nr 332.